# Campionato europeo femminile di calcio 1995
Il Campionato europeo femminile di calcio 1995, comunemente chiamato EURO 1995, è stata la 6ª edizione del campionato europeo femminile di calcio per nazionali. Si è svolto nel 1995, con finale disputata in Germania, stato che ha ospitato per la prima volta l'evento conclusivo della manifestazione. La vittoria è andata alla squadra padrona di casa che, dopo aver eliminato l'Inghilterra nella doppia semifinale (con vittoria per 4-1 in trasferta a Watford e per 2-1 a Bochum), il 26 marzo ha battuto per 3-2 a Kaiserslautern la Svezia, la quale a sua volta aveva avuto ragione della Norvegia (rimediando la sconfitta per 4-3 a Kristiansand con un 4-1 fra le mura amiche di Jönköping).

## Formato
Nella fase di qualificazione disputata nel 1994, 29 squadre sono state divise in 8 gruppi (alcuni da 3, altri da 4 squadre) e la prima di ogni gruppo si è qualificata a un turno successivo a eliminazione diretta con gare di andata e ritorno. Le vincitrici di quest'ultimo turno si sono qualificate alla fase finale del torneo. Questa era costituita da semifinali disputate con gare di andata e ritorno, e da una finale giocata in partita secca.

## Squadre qualificate
- Germania
- Inghilterra
- Norvegia
- Svezia

## Tabellone
|  | Semifinali  | Semifinali  | Semifinali | Semifinali | Semifinali |  |  | Finale   | Finale   | Finale |  |
|  |             |             |            |            |            |  |  |          |          |        |  |
|  | Inghilterra | Inghilterra | 1          | 1          | 2          |  |  |          |          |        |  |
|  | Germania    | Germania    | 4          | 2          | 6          |  |  | Germania | Germania | 3      |  |
|  | Norvegia    | Norvegia    | 4          | 1          | 5          |  |  | Svezia   | Svezia   | 2      |  |
|  | Svezia      | Svezia      | 3          | 4          | 7          |  |  |          |          |        |  |

## Risultati

### Semifinali

#### Andata
| Arbitro: | Sándor Piller |

|           |           |                                               |
| Farley 7’ | Marcatori | 31’, 84’ Mohr 75’ Brocker 88’ (rig.) Wiegmann |

| Arbitro: | Finn Lambek |

|                                         |           |                                     |
| Aarønes 44’, 64’ Sandberg 60’ Waage 89’ | Marcatori | 15’ Kalte 55’ Andelen 61’ Johansson |

#### Ritorno
| Arbitro: | Kostadin Gerginov |

|                             |           |           |
| Waller 33’ (aut.) Prinz 75’ | Marcatori | 1’ Farley |

| Arbitro: | William Young |

|                                  |           |             |
| Kalte 53’ Videkull 59’, 61’, 76’ | Marcatori | 28’ Medalen |

### Finale
| Arbitro: | Ilkka Koho |

|                                    |           |                          |
| Meinert 32’ Prinz 64’ Wiegmann 83’ | Marcatori | 6’ Andersson 88’ Andelén |

| Germania | Svezia |

### Formazioni
| Germania (3-4-3) |    |                    |  |     |
|                  |    |                    |  |     |
| P                | 1  | Manuela Goller     |  |     |
| D                | 2  | Anouschka Bernhard |  |     |
| D                | 3  | Birgitt Austermühl |  |     |
| D                | 4  | Dagmar Pohlmann    |  |     |
| C                | 5  | Ursula Lohn        |  |     |
| C                | 6  | Maren Meinert      |  |     |
| C                | 7  | Martina Voss       |  | 89’ |
| C                | 8  | Bettina Wiegmann   |  |     |
| A                | 9  | Heidi Mohr         |  |     |
| A                | 10 | Silvia Neid        |  |     |
| A                | 11 | Patricia Brocker   |  | 61’ |
| Sostituzioni:    |    |                    |  |     |
| A                | 15 | Birgit Prinz       |  | 61’ |
| C                | 14 | Pia Wunderlich     |  | 89’ |
| Selezionatore:   |    |                    |  |     |
| Gero Bisanz      |    |                    |  |     |

| Svezia (3-3-4) |    |                    |     |     |
|                |    |                    |     |     |
| P              | 1  | Elisabeth Leidinge |     |     |
| D              | 2  | Annika Nessvold    |     |     |
| D              | 3  | Åsa Jakobsson      |     |     |
| D              | 5  | Kristin Bengtsson  |     |     |
| C              | 6  | Anneli Olsson      | 26’ | 70’ |
| C              | 7  | Malin Andersson    |     |     |
| C              | 8  | Eva Zeikfalvy      |     | 70’ |
| A              | 4  | Pia Sundhage       |     |     |
| A              | 9  | Ulrika Kalte       |     |     |
| A              | 10 | Anneli Andelén     |     |     |
| A              | 17 | Lena Videkull      |     |     |
| Sostituzioni:  |    |                    |     |     |
| A              | 11 | Helen Johansson    |     | 70’ |
| D              | 13 | Malin Lundgren     |     | 91’ |
| Selezionatore: |    |                    |     |     |
| Bengt Simonson |    |                    |     |     |

|  | Regole incontro: - 90 minuti. - 30 minuti di tempi supplementari se necessario. - Tiri di rigore se l'incontro finisce in parità. - Dodici atlete a disposizione come sostituti. - Tre sostituzioni massime durante l'incontro. |

## Statistiche

### Classifica marcatrici
3 reti
- Lena Videkull

2 reti
- Heidi Mohr
- Birgit Prinz
- Bettina Wiegmann
- Karen Farley
- Ann Kristin Aarønes
- Anneli Andelén
- Ulrika Kalte

1 rete
- Maren Meinert
- Patricia Brocker
- Linda Medalen
- Kristin Sandberg
- Anita Waage
- Malin Andersson
- Helen Johansson

Autoreti
- Louise Waller (in favore della Germania)